# Kertész István (politikus)
Kertész István József (Budapest, 1951. március 22. – 2010. szeptember 27.) magyar közgazdász, politikus.

## Életpályája

### Iskolái
Általános iskolai tanulmányait Sopronban és Pécsen végezte el. 1969-ben érettségizett a pécsi Komarov Általános Gimnáziumban. 1970–1974 között a Marx Károly Közgazdaságtudományi Egyetem pécsi tagozatának hallgatója volt. 1981-ben felsőfokú árszakértői, 1985-ben pénzügyi szakközgazdászi oklevelet szerzett.

### Pályafutása
1969-ben a Mecseki Ércbánya Vállalatnál dolgozott. 1969–1970 között Kalocsán sorkatonai szolgálatát töltötte. 1974–1975 között a Videoton Rádió és Televízió Gyárban dolgozott. 1975-ben három hónapos tisztképzésen vett részt; rendfokozata tartalékos százados volt. 1975–1992 között a mátészalkai Szatmár Bútorgyárban tevékenykedett: 1975–1976 között mint tervező-elemző, 1976–1978 között közgazdasági osztályvezetőként, 1978–1980 között főkönyvelőként, 1980–1992 között igazgató-helyettesként, 1992–1995 között vezérigazgató-helyettesként. 1992-től egyéni vállalkozó volt. 1995-től a Szalka Kárpitos Rt. igazgatótanácsának elnöke, valamint a Mátészalkai Sütőipari Rt. igazgatótanácsának tagja volt. 2002–2007 között az ÁPV Rt. felügyelő-bizottságának tagja volt. 2008-tól a Magyar Nemzeti Vagyonkezelő Rt. ellenőrzőbizottsági tagja volt.

### Politikai pályafutása
1978–1989 között az MSZMP tagja volt. 1989-től az MSZP tagja volt. 1989–1990 között az MSZP országos választmányának tagja volt. 1990–1994 között, valamint 1998–2002 között mátészalkai önkormányzati képviselő volt. 1994–2002 között országgyűlési képviselő (1994–1998: Mátészalka; 1998–2002: Szabolcs-Szatmár-Bereg megye) volt. 1994–1998 között a Számvevőszéki bizottság tagja, 1998–2002 között alelnöke volt. 1998-ban polgármesterjelölt volt. 2001–2002 között Az Állami Számvevőszék alelnökeit jelölő ideiglenes (eseti) bizottság tagja volt. 2002-ben országgyűlési képviselőjelölt volt.

## Családja
Szülei: Kertész István (1927-1990) egyetemi tanár és Gazda Ilona (1927-?) voltak. 1973-ban házasságot kötött Bittó Rózával. Két fiuk született: Domonkos (1976) és Balázs Márk (1986).